# ایوا مایولی
 ایوا مایولی (انگلیسی: Iva Majoli؛ زاده ۱۲ اوت ۱۹۷۷) یک تنیس‌باز اهل کرواسی است.